# Henry Perceval (5e comte d'Egmont)
Henry Frederick Joseph James Perceval, 5e comte d'Egmont (3 janvier 1796 - 23 décembre 1841), titré vicomte Perceval de 1822 à 1835, est un pair et homme politique britannique. Alcoolique dès son plus jeune âge, il hérite de domaines lourdement endettés. Il est brièvement élu député, mais n'a peut-être jamais pris son siège et passe une grande partie de sa vie à l'étranger ou sous un pseudonyme.

## Biographie
Henry est le fils unique de John Perceval (4e comte d'Egmont) et de sa femme Bridget Wynn. Il fait des études privées et est admis au Trinity College de Cambridge le 21 septembre 1814. Il obtient une maîtrise en 1818.
Au moment où son père accède au comté en 1822, les domaines familiaux de Churchtown, du comté de Cork et d'Enmore, Somerset, sont lourdement endettés. Alors que le siège de son père à la Chambre des lords le protège des poursuites pour dettes, Perceval n'a pas cette chance et est souvent contraint de quitter le pays pour échapper aux huissiers. Il développe des habitudes dissipées tôt dans la vie et devient alcoolique. Peut-être pour échapper à cette vie errante, il commence à chercher un siège au Parlement (qui le protégerait des poursuites) en 1824, annonçant se présenter à Penryn, quand Henry Swann tombe malade. Cependant, il commence son démarchage trop tard pour concourir efficacement au poste vacant et ne s'est pas rendu aux urnes. En mars 1826, lorsque George Watson-Taylor se retire pour occuper un autre siège, il est élu à East Looe sous le patronage de James Drummond Buller-Elphinstone. Il n'est pas clair qu'il ait jamais pris sa place ; en avril, l'agent et notaire irlandais de sa famille, Edward Tierney, lui écrit pour le supplier d'« abandonner ses mauvais cours et ses associés ». Il se présente à Penryn aux élections de 1826, mais se voit signifier une assignation, probablement pour dette, lors de la sollicitation et est défait, n'ayant pas les moyens de faire campagne avec un électorat vénal.
Déclaré hors-la-loi pour dettes en 1828, Perceval s'enfuit à l'étranger. En décembre 1828, il épouse Louisa Maria D'Orselet à Paris . Leur fils est né environ quatre mois plus tard et est décédé entre 1835 et 1841. Perceval hérite des biens de son père à la mort de ce dernier en 1835 ; Enmore est vendu pour payer des dettes l'année précédente, tandis que les domaines irlandais de Cork sont si lourdement encombrés qu'aucun acheteur ne peut être trouvé. Alors qu'il prend son siège à la Chambre des lords (en tant que baron Lovel et Holland) en février 1836, il vit ensuite à Burderop Park avec une compagne, Mme Cleese, qui a vécu avec lui auparavant à Hythe ; il prend le pseudonyme de "M. Lovell" et affirme qu'elle est sa sœur. Il est souvent ivre et néglige ses affaires en ce qui concerne son domaine, bien qu'un ecclésiastique de sa connaissance le considère comme un gentleman avec une conversation intelligente. Un appel légal de sa mise hors-la-loi en 1838 prend fin lorsque ses avocats sont incapables de prouver qu'il est encore en vie. Il quitte le pays pour le Portugal en 1840 ; après le décès de Mme Cleese, il retourne en Angleterre et meurt en 1841. Il est remplacé par son demi-cousin issu de germain, le 3e baron Arden .
En vertu du testament du 5e comte, Tierney est nommé exécuteur testamentaire unique et légataire résiduel de la succession; les testaments des 4e et 5e comtes n'ont été validés qu'en 1857, après la mort de Tierney, par son gendre Sir William Darell. Le testament du 5e comte est assez tardivement contesté par le 6e comte en 1863, au motif que Tierney a profité de l'alcoolisme du 5e comte pour fournir une évaluation trompeuse des domaines qui a influencé la rédaction du testament. Le 6e comte a finalement réglé à l'amiable avec Darell, en payant 125 000 £ pour le retour des domaines irlandais; Tierney et ses héritiers ont obtenu environ 300 000 £ pour leur gérance.